# Getreideschwarzrost
Der Getreideschwarzrost (Puccinia graminis), Schwarzrost oder Getreiderost ist ein Pilz aus der Familie der Rostpilze (Pucciniales). Er ist dafür bekannt, Weizen, Gerste, Hafer und Roggen zu befallen, daneben zählen auch noch andere Süßgräser zu seinem Wirtsspektrum. Der Getreideschwarzrost ist heterözisch, das heißt, er führt einen Wirtswechsel zwischen dem Getreide und Berberitzengewächsen als Sekundärwirt durch.
Der Getreideschwarzrost tritt in zahlreichen Varietäten und Formen auf. In der ersten Hälfte des 20. Jahrhunderts wurde der Getreideschwarzrost in den Vereinigten Staaten durch umfangreiche Ausrottung der Berberitze nahezu eliminiert. In Ostafrika führte die 1998 entdeckte und auch bisher resistente Sorten befallende Rasse Ug99 zu großen Ernteausfällen beim Weizen. Seit 2015 ist diese Form auf Sizilien nachgewiesen, die FAO warnt vor einer Ausbreitung im Mittelmeerraum.

## Merkmale

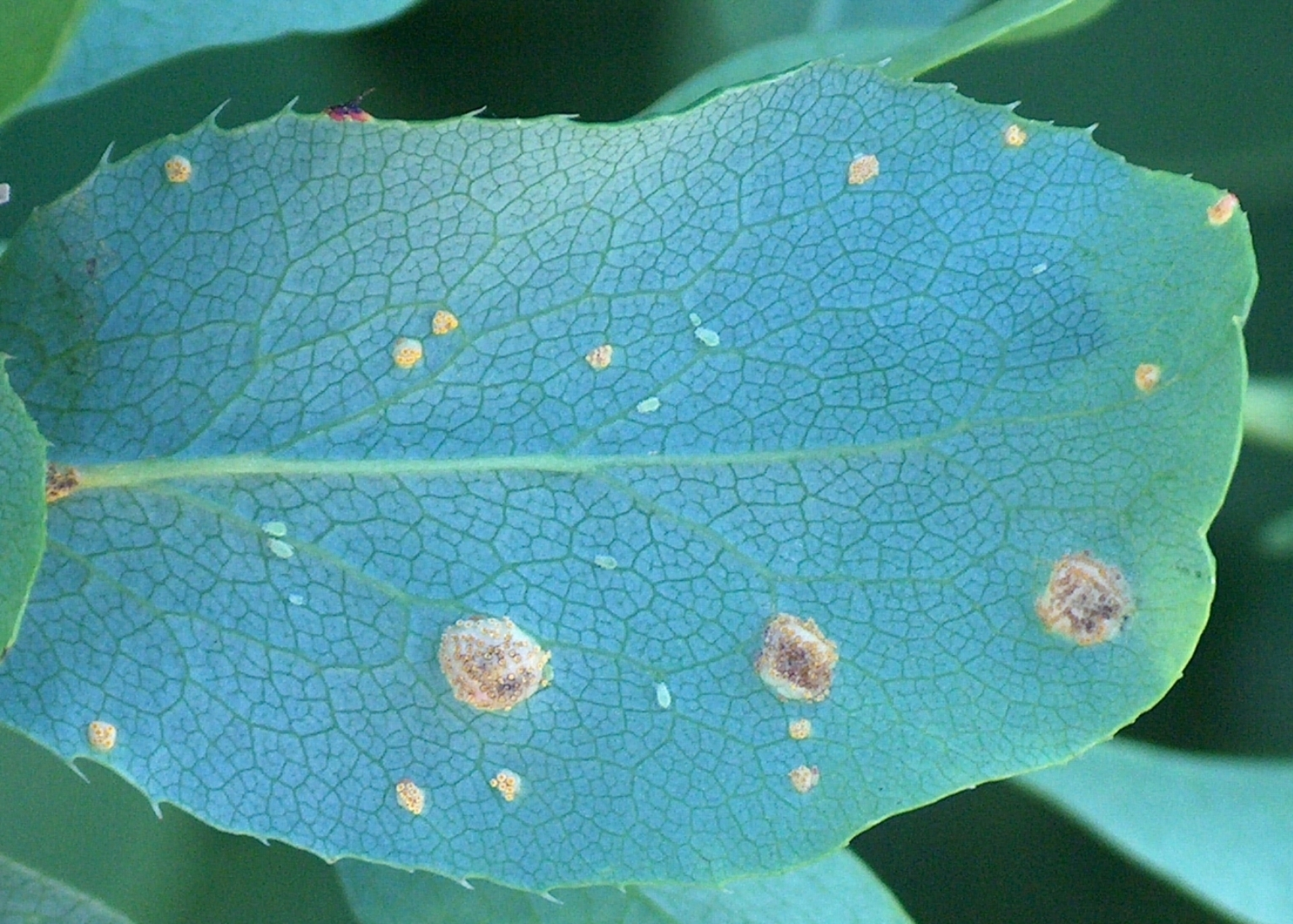
Aecidien des Pilzes auf der Unterseite eines Berberitzen-Blatts

### Makroskopische Eigenschaften
Der Getreideschwarzrost erscheint zunächst als rostroter Belag (Uredien) an Gräsern. Er zieht sich als Streifen entlang der Längsachse vor allem von Stängeln, weniger stark an Blättern. Mit der Zeit wachsen die befallenen Stellen und verfärben sich schwarz (Telien).
An Berberitzen (Berberis) und Mahonien (Mahonia) zeigt sich der Befall an runden, gelben Pünktchen (Pyknidien) auf der Oberseite der Blätter. An der Blattunterseite erscheinen fünf bis sieben Tage später größere, hellgelbe Flecken, die sogenannten Aecidien.

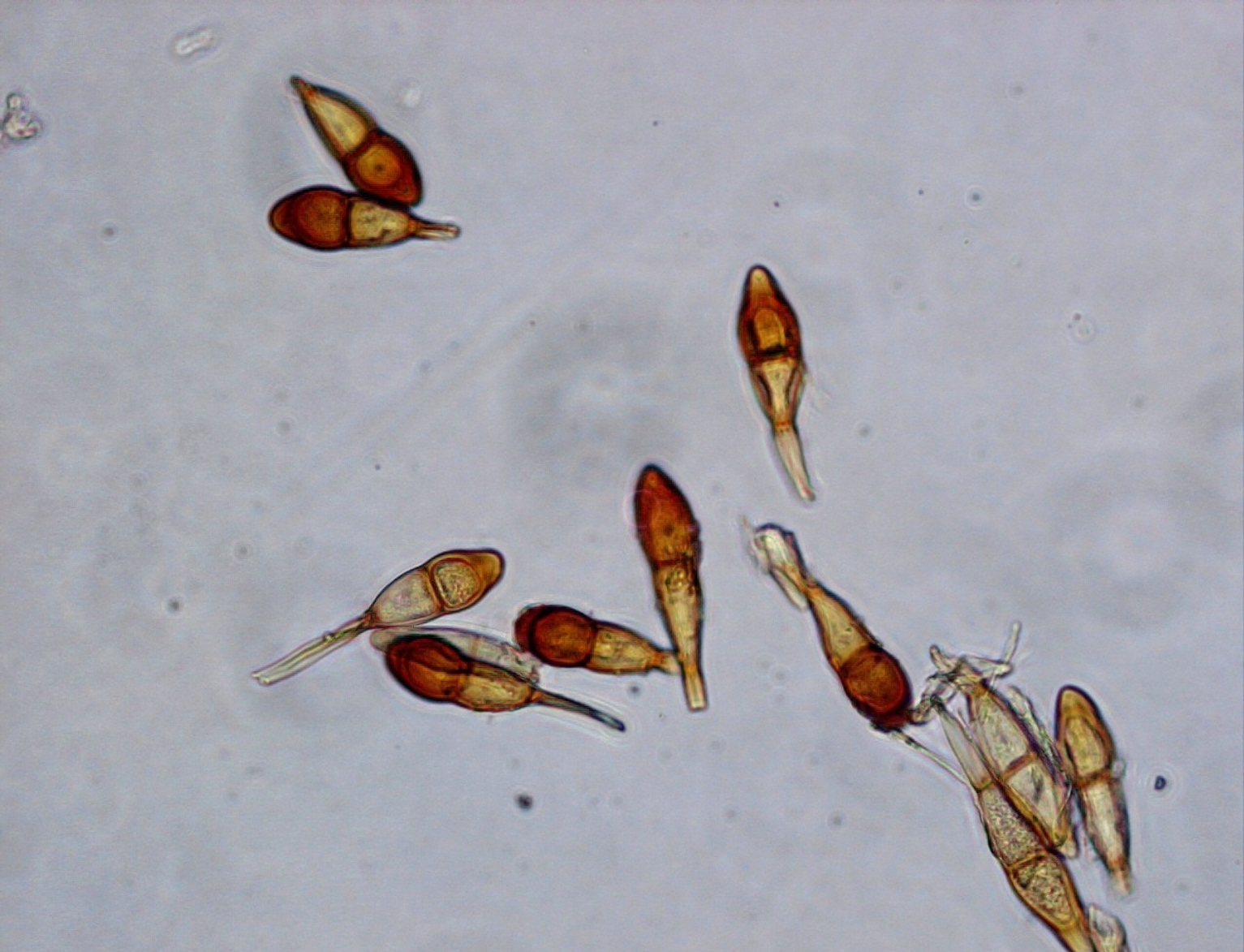
Teleutosporen des Getreideschwarzrosts

### Mikroskopische Eigenschaften
Die Uredosporen des Gerstenschwarzrostes sind oval und messen 25–30 × 17–20 µm. Sie enthalten jeweils vier Keimsporen. Die Teleutosporen sind dunkelbraun, bestehen aus zwei Zellen mit je zwei Kernen und sind am oberen Ende abgerundet. Sie messen 40–60 ×15–20 µm und verfügen über eine relativ dicke und glatte äußere Wand sowie Keimporen am Apex und etwas unterhalb des Septums.

## Ökologie

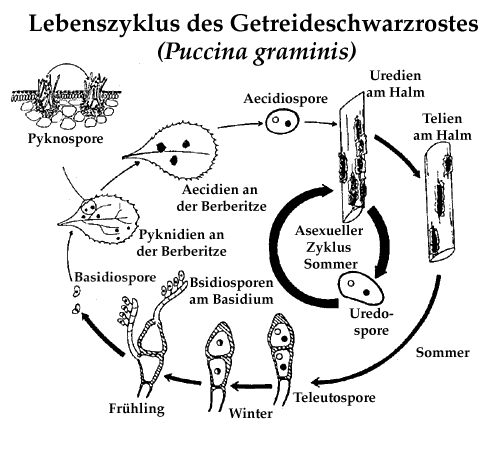
Lebenszyklus des Getreideschwarzrosts, hier am Beispiel von Weizen und Berberitze

Der Getreideschwarzrost durchläuft fünf vegetative Stationen während seines Entwicklungszyklus, von denen drei auf dem Primärwirt, also etwa Weichweizen (Triticum aestivum), und die restlichen beiden auf dem Sekundärwirt, beispielsweise der Berberitze (Berberis vulgaris) stattfinden.
Zunächst keimen im Frühjahr die haploiden Basidiosporen des Pilzes auf den Blättern der Berberitze und bilden dort ein einkernig-haploides Myzel aus. Der Pilz ernährt sich fortan parasitisch von der Berberitze und bildet auf den Blattseiten jeweils unterschiedliche Strukturen aus. Unter der Epidermis der Blattoberseite entstehen Pyknidien (oder Spermogonien), die die Geschlechtskerne bilden. Auf der Unterseite des Blattes bilden sich Aecidienanlagen aus, die Basalzellen formen. Diese nehmen die von den Pyknidien gebildeten Geschlechtskerne auf.

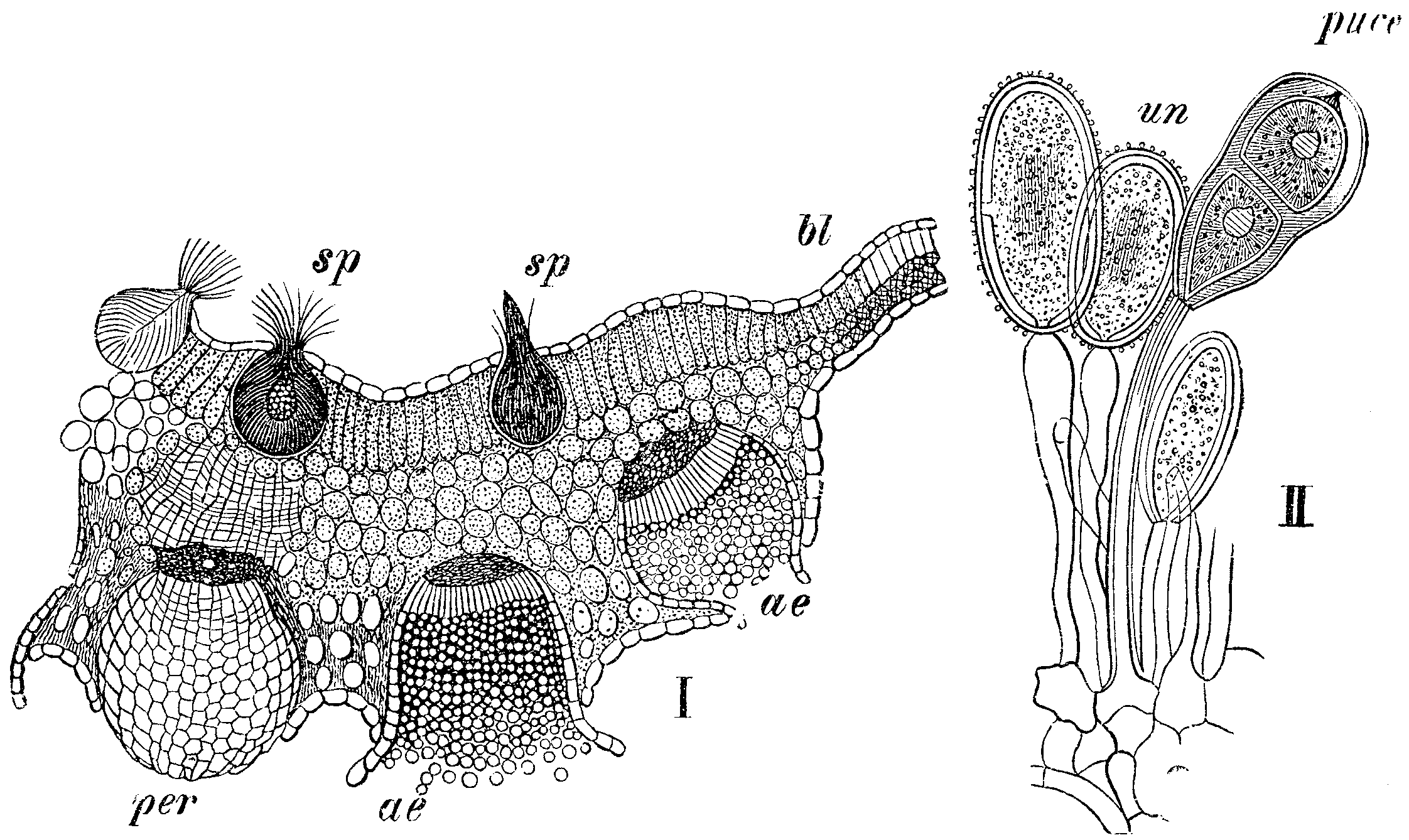
Pyknidien (sp) und Aecidien (ae) am Beispiel des Berberitzenblattes

Einen weiteren Kern erhalten sie durch Pyknosporen, die über Sporenflug oder den Transport durch Insekten auf Empfängnishyphen gelangen. Von dort aus wandert die Spore zur Kernzelle, womit die Bildung eines Heterokaryons abgeschlossen ist. Aus dieser Basalzelle formt sich nun das Aecidium, das eine große Zahl von Acidiosporen produziert.

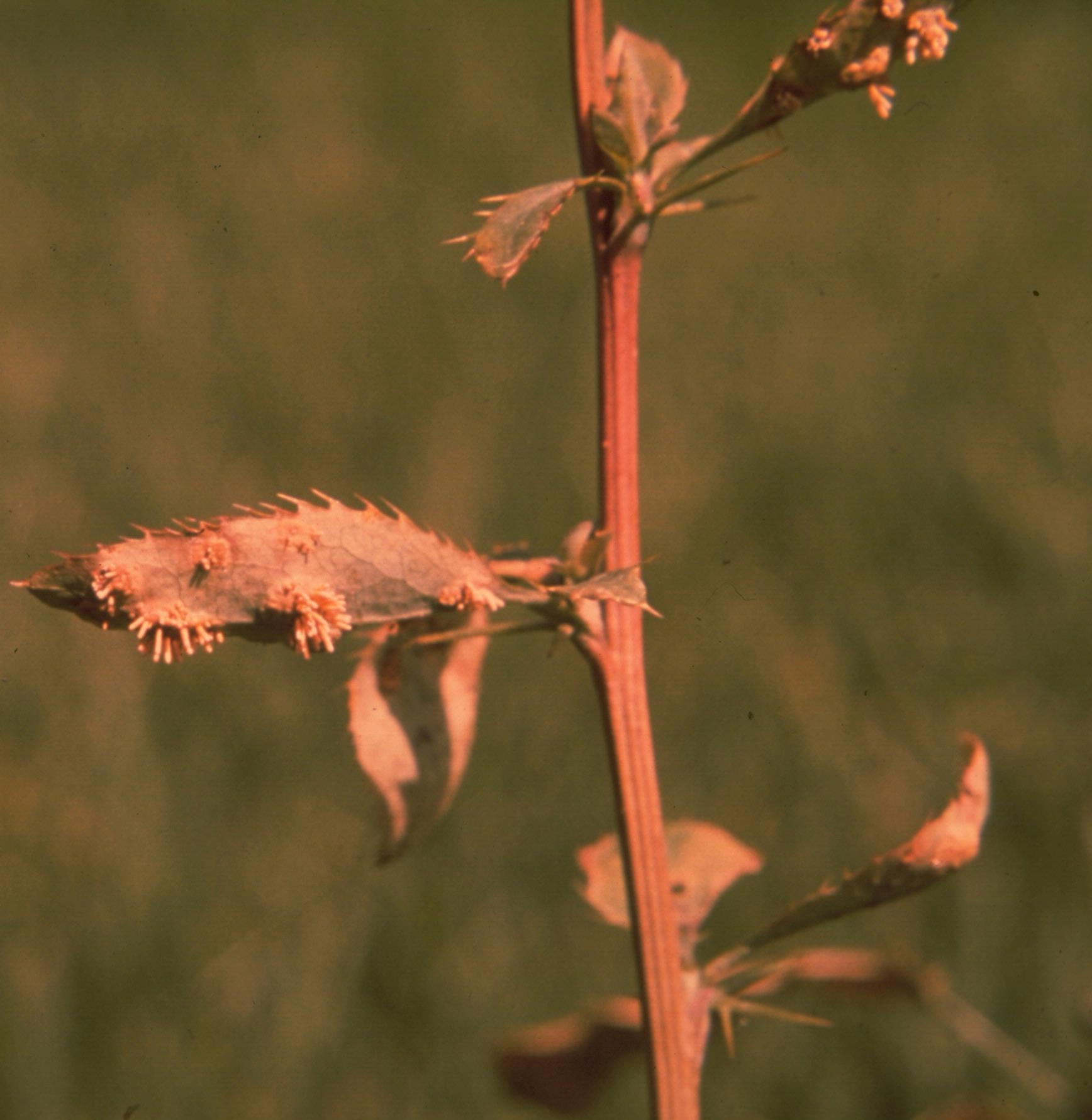
Aecidien an der Berberitze

Diese haploid-dikaryotischen Acidiosporen können nur auf Süßgräsern keimen. Sie bilden auf dem Weizen einen Keimschlauch aus, der in das Pflanzengewebe eindringt und dort interzellulär wächst. Das Myzel bleibt lokal beschränkt und verfügt nicht über Schnallen, ist aber paarkernig.
Diese Uridien genannten Strukturen bilden nun ungeschlechtliche Uredosporen aus. Mit diesen kann sich der Pilz zwar nicht sexuell fortpflanzen, sie ermöglichen jedoch eine Verbreitung in großem Rahmen, sodass nicht nur andere Stellen der Wirtspflanze, sondern auch zahlreiche weitere Pflanzen befallen werden können.
Im Herbst schließlich bilden sich aus den Uridien Teleutosporen aus. Diese sind mit ihrer dicken Zellwand auf die Überwinterung angelegt. Sie besitzen zwei Paar Kerne, die im Frühjahr schließlich verschmelzen und anschließend Basidien formen. Diese wiederum bilden Basidiosporen aus, womit der Zyklus einmal durchlaufen ist.

## Systematik
Da die Landwirtschaft im Laufe der Zeit mit immer neuen Züchtungen auf den Getreideschwarzrost reagiert hat, der Pilz jedoch durch Mutation Resistenzen entwickelte und sich auf einzelne Süßgräserarten spezialisierte, sind zahlreiche Formen und Varietäten des Getreideschwarzrostes entstanden:
- Puccinia graminis f. agropyri P.R. Mehta & R. Prasad (1948)
- Puccinia graminis f. avenae Erikss. & Henning
- Puccinia graminis f. graminis Pers. (1794)
- Puccinia graminis f. maroccana Unamuno (1940)
- Puccinia graminis f. tritici Erikss. & Henning
- Puccinia graminis f. tritici-compacti Stakman & Piem.
- Puccinia graminis f.sp. oryzae Gonz. Frag.
- Puccinia graminis f.sp. poae Erikss. & Henning
- Puccinia graminis subsp. graminicola Z. Urb. (1967)
- Puccinia graminis subsp. lolii W.L. Waterh. (1951)
- Puccinia graminis subsp. media A.L. Guyot, Massenot & Saccas (1946)
- Puccinia graminis subsp. minor A.L. Guyot, Massenot & Saccas (1946)
- Puccinia graminis var. agropyri-repentis A.L. Guyot
- Puccinia graminis var. avenae Erikss. & Henning
- Puccinia graminis var. brevicarpa Peck (1873)
- Puccinia graminis var. calamagrostidis A.L. Guyot, Massenot & Saccas (1946)
- Puccinia graminis var. caulium Alb. & Schwein. (1805)
- Puccinia graminis var. elymi A.L. Guyot, Massenot & Saccas (1946)
- Puccinia graminis var. erikssoni A.L. Guyot, Massenot & Saccas (1946)
- Puccinia graminis var. hordei Erikss. & Henning
- Puccinia graminis var. junci Alb. & Schwein. (1805)
- Puccinia graminis var. lolii A.L. Guyot, Massenot & Saccas (1946)
- Puccinia graminis var. secalis Erikss. & Henning
- Puccinia graminis var. simplex Körn.
- Puccinia graminis var. stakmanii A.L. Guyot, Massenot & Saccas (1946)
- Puccinia graminis var. vulpiae A.L. Guyot, Massenot & Saccas (1946)

## Landwirtschaftliche Schäden
Wenn Pilzsporen von Puccina graminis auf Weizenpflanzen landen, bilden sie Pusteln und extrahieren Nährstoffe, die für die Kornentwicklung bestimmt sind.
Der Getreideschwarzrost führte im Laufe der Geschichte immer wieder zu großen Schäden in Weizen-, Roggen- und Gerstebeständen, da er je nach Sorte zum Ausfall eines Großteils der Ernte führte. Bereits Plinius der Ältere sah im Getreideschwarzrost die größte Getreidepest. Erst im 18. Jahrhundert erkannte man den Zusammenhang zwischen der Nähe von Berberitzen und Getreidefeldern und dem Auftreten der Krankheit, woraufhin beispielsweise die französischen Getreidebauern die Ausrottung der Berberitze forderten. Da der Pilz selbst aber zu dieser Zeit noch nicht bekannt war, wurden die Bauern von den Konfitüre-Kochern, die die Früchte der Berberitze verarbeiteten, des Aberglaubens bezichtigt. 1755 erließ die Kronkolonie Massachusetts ein Gesetz, das den Bauern ein Ultimatum setzte: Auf wessen Land Berberitzen wüchsen, habe diese bis zum 13. Juni 1760 auszureißen oder zu vernichten. Erst 1794 wurde der Pilz durch Christian Hendrik Persoon beschrieben; Anton de Bary erbrachte 1866 den wissenschaftlichen Nachweis für die Rolle der Berberitze als Zwischenwirt.
Johann Wolfgang von Goethe vermerkt in seinem Tagebuch unter dem Datum des 29. Juni 1816, den er als „ersten schönen Tag“ bezeichnet, neben Überschwemmungen der Saale im Raum Jena auch: „Rost des Getreides“. Dessen Ausbreitung wurde in Thüringen offenbar durch die seit spätestens Mitte Mai 1816 anhaltenden Regenfälle im „Jahr ohne Sommer“ mitbegünstigt.
Nachdem Anfang des 20. Jahrhunderts in den Vereinigten Staaten zwei gravierende Epidemien auftraten, koordinierte das Landwirtschaftsministerium ein Programm zur Ausrottung der Berberitze in wichtigen Weizenanbaugebieten (insbesondere Ohio bis North Dakota). 1933 waren 18 Millionen Büsche eliminiert. Weitere Bundesstaaten schlossen sich mit der Zeit dem Programm an. Um 1930 begannen die Epidemien zurückzugehen. Eine neue Variante des Pilzes verursachte 1953 und 1954 die bislang letzten verheerenden Epidemien. Bis heute existiert ein Quarantäneprogramm, demzufolge ein Transport von Berberitzen in oder zwischen Quarantänestaaten verboten ist. Die breite Eliminierung der Berberitze hat die Möglichkeiten zur genetischen Rekombination und damit der Gefahr der Bildung neuer, virulenter Varianten entscheidend eingeschränkt, weswegen der Getreideschwarzrost in den Vereinigten Staaten seitdem ein deutlich geringeres Problem darstellt.
In den 1960er Jahren züchtete Norman Borlaug mit Kollegen am CIMMYT Weizenlinien, die Resistenzgene wie Sr31 enthielten. Eine erneute Bedrohung stellte die 1998 in Uganda entdeckte Rasse Ug99 dar, gegen die Sr31 keine Resistenz verleiht. Ug99 existiert heute in sieben Varianten und hatte etwa 2007 für große Schäden bei kenianischen Bauern gesorgt (teilweise Ertragseinbruch von bis zu 80 %). Von Ostafrika hat sich der Stamm auch in den Jemen und Iran ausgebreitet. Im März 2008 warnte die FAO vor massiven Ernteausfällen, nachdem Ug99 dort nachgewiesen wurde. Probleme bereitet vor allem die hohe Anfälligkeit vieler Weizensorten, die keine Resistenz gegen Ug99 besitzen. Die Nahrungsmittelversorgung hunderter Millionen Menschen ist in Gefahr, wenn der Pilz weiter nach Osten wandern sollte.
Als Borlaug 2005 vom erneuten Erscheinen des Schwarzrosts erfuhr, rief er Wissenschaftler in das Projekt „Durable Rust Resistance in Wheat“ zusammen, das von der Cornell University und CIMMYT geführt wird. Inzwischen sind 20 resistente Sorten verfügbar, die nun in Züchtungsprogramme in acht afrikanischen und asiatischen Nationen eingebunden werden.
Die FAO berichtet von einer erneuten Ausbreitung des Pilzes. FAO-Fachmann David Hodson warnte: „Das Auftauchen der Ug99-Rasse in Ostafrika hat Weizenrost von einer Krankheit, die weitgehend unter Kontrolle war, in eine bedeutende weltweite Bedrohung verwandelt.“ Der Mikrobiologe Ralf T. Vögele, Professor für Phytopathologie und Dekan der Fakultät Agrarwissenschaft der Universität Hohenheim in Stuttgart erklärte Ug99 habe sämtliche Resistenzgene, die weltweit im Weizen verbaut seien, überwunden.
Seit 2015 wird die neue Rasse auf Sizilien nachgewiesen, 2016 befiel sie bereits mehrere zehntausend Hektar Weizenfelder. Anfang 2017 erließ die FAO eine Warnmeldung für das gesamte Mittelmeergebiet.

## Militärische Nutzung
Ende der 1940er Jahre gab es in den USA Bestrebungen, den Getreideschwarzrost militärisch zu nutzen. 1953 wurde die Bombe M-115 entwickelt, die eine 250-kg-Ladung von Sporen des Pilzes zusammen mit Truthahnfedern als Trägern enthielt und für Ernteausfälle militärischer Gegner sorgen sollte. Bis 1957 produzierte das Militär der Vereinigten Staaten zu diesem Zweck Getreideschwarzrostsporen in Fort Detrick auf Vorrat sowie von 1962 bis 1969. Diese Vorräte wurden erst 1974 im Rahmen eines Demilitarisierungsprogrammes vollständig zerstört.

## Namenerklärung
Der Gattungsname Puccinia ehrt den italienischen Arzt und Botaniker Tommaso Puccini (?–1735).